# 感圧タッチ
感圧タッチ（英: Force Touch）とは、Appleが販売しているMacBook、MacBook Pro、Magic Trackpad 2、Apple WatchやiPhoneシリーズに搭載されている、タッチの強さに反応する触覚フィードバックタッチパネルである。3D Touch（スリーディー タッチ）とも呼ばれる。
画面上をタッチし、一定以上の力を加えて押すと、通常のタッチとは異なる動作が実行される。

## 概要
2015年9月9日にサンフランシスコのBill Graham Civic Auditoriumで開催された「Special Event September 2015」でiPhone 6s/iPhone 6s Plusが発表された際にiPhoneの新機能「3D Touch」として紹介された。
新たにディスプレイに圧力センサーのレイヤーを配置することで、画面をタッチするだけではなく、押す（圧力を加える）ことで様々な機能を使用することができ、また、弱く押し込む、強く押し込むといった圧力差も検知する。なお2014年9月10日に発表された同社の腕時計型ウェアラブルコンピュータ端末であるApple Watchのディスプレイや2015年以降に発売されたMacBook、MacBook Proのトラックパッド及び周辺機器であるMagic Trackpad 2にも同様の圧力検知機能が存在し、それらの製品では感圧タッチという。
2016年9月7日に発表されたiPhone 7では3D TouchがiOSに深いレベルで組み込まれており、さらに用途が広がったとしている。
なお、iPhoneにおいてはiPhone XS、iPhone XS Maxに搭載されたのが最後である。iPhone XR、iPhone SE、およびiPhone 11、iPhone 11 Pro/11 Pro Max以降にはHaptic Touchが代わりに搭載された。これは圧力感知をしないで、触覚フィードバックのみを行う機能である。

## 主な動作
3D Touchによる振る舞いはそれぞれの機能にクイックアクション、ピーク、ポップという正式な呼称が与えられている。

### クイックアクション
- ホーム画面のアイコンを押し込むとそれぞれのアプリの機能にショートカット。
- iOS 11においてのコントロールセンターでの様々な機能へのショートカット。

### ピークとポップ
- Safari中のリンクを押し込むと現在のページを維持したままリンクを開き（ピーク）、手を離すと閉じる。そのまま強く押し込んだ場合はリンク先にジャンプする（ポップ）
- 写真を弱く押し込むと写真一覧を表示したまま写真をプレビュー（ピーク）、強く押し込むと写真が開く（ポップ）

なお、上記の動作はあくまで一例でありiOS 10以降では3D Touchとの親和性が増しているほか、サードパーティーにも開放されておりアプリケーション開発者は自由に3D Touchによる振る舞いを自身のアプリケーションに組み込むことができる。

## 実装
3D Touch採用iPhoneでは通常のタッチと3D Touchの違いを使用者が区別できるように例外なくTaptic Engineという触覚フィードバック（ハプティクス）装置が端末に内蔵されている。
3D Touchが動作する際は必ずこのTaptic Engineによって端末が僅かに振動し、使用者に3D Touchがアクティブになったことを知らせるようになっている。
なお、Taptic EngineはiPhoneに留まらず、Apple Watch、2015年以降発売のMacBookとMacBook Proのトラックパッド、Magic Trackpad 2にも搭載されている。

## 対応OS
- iOS 9 [8] から18まで
- OS X Yosemite以降
- watchOS 1から6まで

## 対応ハードウェア
- iPhone 6s/6s Plus
- iPhone 7/7 Plus
- iPhone 8/8 Plus
- iPhone X
- iPhone XS/XS Max
- MacBook Air（2018）以降
- MacBook（2015）以降
- MacBook Pro（2015）以降
- Magic Trackpad 2
- Apple Watch（Series 5以前）

（2025年6月現在）